# 柳城站
柳城站，位于中华人民共和国广西壮族自治区柳州市柳城县六塘镇，是黔桂铁路上的火车站，建于2008年8月14日，由南宁铁路局管辖。本车站也是目前三罗铁路与黔桂铁路的接轨站。

## 車站周邊
- 汕昆高速公路

## 歷史
- 建于2008年8月14日。